# کمبوزه
کمبزه، کنبزه یا کالک مرحله کال میوه‌هایی مثل طالبی، گرمک و خربزه را می‌گویند که مزه‌ای شبیه خیار و ظاهری گرد و کروی دارد .
کمبوزه نیز میوه کال و نارس میوه هایی نظیر خربزه ، طالبی و گرمک است که گرد و کروی به رنگ سبز تیره مایل به نقره ای و دارای گوشتی ترد و لطیف با بوی خوش و مزه ای ملایم مانند خیار می باشد که بیشتر در فصول بهار و تابستان وجود دارد 
کمبوزه میوه ای است که طبع سرد و خشکی دارد

## استفاده درفرهنگ عامه
ضرب‌المثل : 

بزک نمیر بهار می‌آد

کمبزه و خیار می‌آد
در خراسان به‌ویژه در لهجه ی مردم نیشابور (نوعی فارسی دری )  به کمبزه ، سوچه (  یا سُوچَ  ) ( sow,che ) یا ( sow,chæ ) 
میگویند .
در آذربایجان شرقی به‌ویژه در لهجه مردم میانه، به کمبُزه، تِل (tel) گفته میشود.